# Rudie Kemna
Rudi Kemna (Oldenzaal, 5 de outubro de 1967) é um ex-ciclista neerlandês, convertido em diretor desportivo da equipa Skil-Shimano.

## Biografia
Durante muito tempo esteve entre os melhores corredores aficionados, Rudi Kemna conta em seu palmarés o Tour de Overijssel e a Omloop der Kempen. Só se converteu em profissional com 31 anos em 1999 com a equipa Batavus, que se converte no Bankgiroloterij. Especialista no sprint, ganhou oito vitórias em seu primeiro ano, incluindo etapas da Volta aos Países Baixos, Tour de Olympia e a Ster Elektrotoer . Posteriormente, ganhou duas vezes consecutivas no G. P. Herning (2001 e 2002) e o Tour de Drenthe (2002 e 2003). Em 2003, ganhou o Campeonato dos Países Baixos de ciclismo de estrada.
Em 2005, Rudi Kemna uniu-se à equipa Skil-Shimano, depois da fusão de Bankgiroloterij e Shimano Racing Team Japão. Corre assim o seu último ano como ciclista. Desde 2006, é diretor desportivo da formação Skil-Shimano.

## Palmarés
| - 1991 (como amador) - 1 etapa do Teleflex Tour - GP Buchholz - 1996 (como amador) - Volta aos Países Baixos Setentrional - 1 etapa da Boland Bank Tour - 1997 (como amador) - 1 etapa do Teleflex Tour - Tour de Overijssel - Omloop der Kempen - 2 etapas da Volta à Saxónia - GP Wieler Revue - 1999 - 2 etapas da Ster Elektrotoer - 4 etapas do Tour de Olympia - 1 etapa da Volta aos Países Baixos - Dokkum-Woudenomloop - 2000 - 1 etapa do Tour de Olympia | - 2001 - G. P. Herning - 1 etapa da Corrida da Solidariedade e dos Campeões Olímpicos - 1 etapa da Ster Elektrotoer - 2.º no Campeonato dos Países Baixos em Estrada - 2002 - Volta aos Países Baixos Setentrional - Tour de Drenthe - G. P. Herning - 1 etapa da Ster Elektrotoer - 2.º no Campeonato dos Países Baixos em Estrada - 2003 - Campeonato dos Países Baixos em Estrada - 1 etapa da Volta a Rodas - Tour de Drenthe - 2004 - Tour de Frise (ex-aequo com outros 21 corredores) |